# L'habitació verda
L'habitació verda (títol original: La chambre verte) és una pel·lícula francesa de François Truffaut, estrenada el 1978, adaptació de les novel·les The Altar of the Dead, The Beast in the Jungle i The Friends of the Friends, de Henry James. Ha estat doblada al català.

## Argument
La dona de Gérard Mazet acaba de morir. Julien Davenne ha arribat a l'est de França per reconfortar-lo, però ell mateix viu un autèntic drama: és vidu, viu amb una governanta i Georges, un nen discapacitat - sord i mut - a que ensenya a parlar. En aquesta mateixa casa, on protegeix la seva solitud, ha condicionat una cambra totalment consagrada al record de la seva dona Julie.

Al Globe on és redactor, s'ocupa de les necrològiques. En una venda, coneix Cécilia i els seus informes evolucionaran en funció del seu amor pels morts...
Però les cures donades a Georges, i que recorda el tema d'El Nen salvatge, mostren també l'atenció de Julien pels vius.

## Repartiment
- François Truffaut: Julien Davenne
- Nathalie Baye: Cecilia Mandel
- Jean Dasté: Bernard Humbert
- Patrick Maléon: Georges
- Jeanne Lobre: Sra. Rambaud
- Antoine Vitez: secretària del bisbe
- Jean-Pierre Moulin: Gerard Mazet
- Serge Rousseau: Paul Massigny
- Jean-Pierre Ducos: Capellà
- Annie Miller: Geneviève Mazet
- Nathan Miller: el fill de Geneviève Mazet

## Comentaris
- La llum de les espelmes i la música composta per Maurici Jaubert, ell mateix mort prematurament el 1940, accentuen la nostàlgia d'aquesta estranya pel·lícula.
- Aquesta pel·lícula ha estat en part rodada a Honfleur (Calvados).